# Rolando Fonseca
Rolando Fonseca   (San José, 6 de juny de 1974) fou un futbolista costa-riqueny de la dècada de 2000.
Fou 113 cops internacional amb la selecció de Costa Rica.
Pel que fa a clubs, destacà a Saprissa, Pachuca, Alajuelense i Comunicaciones.